# Nijmeegse Vierdaagse 2009
De Nijmeegse Vierdaagse 2009 was de 93e editie van de Nijmeegse Vierdaagse. Het evenement vond plaats van dinsdag 21 tot en met vrijdag 24 juli 2009. Vierdaagsemarsleider was Johan Willemstein, plaatsvervangend marsleider Henny Sackers.
In 2009 schreven 48.317 wandelaars zich in. Omdat de limiet gelegd was op 45.000 deelnemers werden er 3317 wandelaars uitgeloot. Van deze 45.000 wandelaars zijn er dinsdag 21 juli 40.645 gestart en hebben er 37.106 de Vierdaagse uitgelopen. De weersomstandigheden waren goed. Alleen viel er de derde dag en aan het einde van de vierde dag veel regen en was er een paar keer onweer. In Linden was het thema van 2009 de kredietcrisis.

## Mexicaanse griep
Het jaar 2009 stond in het teken van de Mexicaanse griep. Al weken voor de aanvang van de Vierdaagse werd gewaarschuwd voor het besmettingsgevaar waar zoveel mensen bijeen zijn.

Op donderdag 23 juli bevestigde de gemeente Nijmegen dat bij een van de deelnemers de Mexicaanse griep was vastgesteld. Een Britse militair kreeg woensdag hoge koorts en werd onwel. Zij werd opgenomen in het Universitair Medisch Centrum St Radboud (UMC) en behandeld met de virusremmer Tamiflu.